# Красинский, Эдвард
Граф Эдвард Красинский (пол. Edward Krasiński; 28 мая 1870, Радзеёвице — 8 декабря 1940, Дахау) — польский общественный деятель, мемуарист, многолетний управляющий Библиотеки Ординации Красинских в Варшаве, с 1909 года 5-й и последний фактический ординат опиногурский, который унаследовал ординацию после смерти своего родственника, графа Адама Красинского (1870—1909). В 1922 году владел земельным имуществом площадью 15 140 га.

## Происхождение и деятельность
Родился 28 мая 1870 года в Радзеёвице. Единственный сын графа Юзефа Красинского (1848—1918), управляющего Опиногурской ординацией, и графини Хелены Стадницкой (1844—1927). Правнук графа Юзефа Вавжинца Красинского (1783—1845).
Он посещал гимназию Святой Анны в Краков до 1888 года. Затем учился в сельскохозяйственной школе в Мёдлинге под Веной (1888—1892). Вел после учебы сельскохозяйственное и лесное хозяйство в Радзеёвице. В 1909 году стал управляющим Библиотеки Красинских в Варшаве, чем он занимался почти всю жизнь. Участвовал в культурной жизни. Был соавтором и президентом акционерного общества Польского театра в Варшаве, председателем которого был (1910—1928). По его инициативе директором театра стал в 1918 году Арнольд Шифман. Был почетным членом с 1933 г. Общества по уходу за памятниками прошлого в Варшаве, и почетный член общества польских библиофилов. Поддерживал связи с писателем, Генрихом Сенкевичем. W 20-е годы. был активным деятелем католических кругов. В 1934 году назначен членом-корреспондентом Варшавского Научного Общества.
До Первой мировой войны занимался уборкой коллекций польского музея в Рапперсвиле, Швейцария, сотрудничая с Брониславом Гембаржевским. Он использовал опыт этого периода в аналогичных работах в сборниках Ординации Красинских. Значительно расширил её коллекции, коллекции рукописей семьи матери, Стадницких, а также о собранных коллекциях из Радзеёвице, Красного, Зегжа и Стердиня. Он основал новую штаб-квартиру (построенную в 1911—1930 годах) для библиотеки и Музея Красинских ордынцев в Варшаве на улице Циркульник. Он собрал богатейшую польскую коллекцию оружия наполеоновской эпохи. Изучал историю военной службы Винцента Красинского и Яна Леона Козетульского.

## Политические взгляды
Он сочувствовал Эндеции. Он был членом Партии реальной политики в 1914 году. В ответ на заявление главнокомандующего российских войск великого князя Николая Николаевича Романова из 14 августа 1914 года, подписал благодарственную телеграмму, провозглашающую, что кровь сынов польских, пролитая в том числе и кровью сынов русских в борьбе с общим врагом, станет величайшей гарантией новой жизни в мире и дружбе двух славянских народов.

## Публикации
Издал сборники воспоминаний O Radziejowicach i ich gościach niektórych (1934) и Gawędy o przedwojennej Warszawie (1936), представляя многочисленные малоизвестные сведения, особенно касающиеся культурной, литературной и общественной жизни бывшей Варшавы. Кроме того, он опубликовал Trzy przemówienia (1925), Obrazki łowieckie (1927), научные труды Missye święte w Opinogórze (1927) и Rękopisy Biblioteki Ordynacji Krasińskich dotyczące dziejów szkolnictwa polskiego (1930).

## Ордена и награды
- Командорский крест со звездой Ордена Возрождения Польши (10 ноября 1938)[4]
- Командорский Крест Ордена Возрождения Польши (9 ноября 1931)[5]
- Офицерский Крест Ордена Почетного Легиона (Франция)
- Кавалер чести и преданности Мальтийского Ордена

## Оккупация и смерть
После агрессии Третьего Рейха и СССР на Польшу и начала немецкой оккупации первоначально интернирован в имении в Опиногуре, где находился под домашним арестом. В апреле 1940 года попал в Гестапо, когда он встал на защиту избитого мальчика. Его вывезли в концлагерь в Бухенвальде, затем в Дахау, где умер от истощения и болезни сердца. После его смерти имущество Опиногурской ординации Красинских было разграблено. 25 октября 1944 года, после капитуляции Варшавского Восстания здание музея и библиотеки вместе с коллекциями рукописей было умышленно сожжено немцами, вопреки положениям договора капитуляции от 3 октября 1944 года, обеспечивавшего охрану памятников, библиотек и архивных коллекций оккупантами.